# Llenguatge formalitzat
Una de les característiques essencials de la ciència és el llenguatge formalitzat o, més ben dit, el procés de formalització del llenguatge. Alguns autors fins i tot arriben a opinar que la ciència en si mateixa no és més que un llenguatge. Això és especialment important en lògica i matemàtiques.

## El llenguatge natural i el llenguatge artificial
Les llengües naturals són pròpies de l'espècie humana, i cada una d'ella és el vehicle de comunicació d'una determinada col·lectivitat; tenen un aprenentatge en gran manera governat per factors innat si cultura els i un ús inconscient en els primers anys de vida.
Els llenguatges artificials suposen una creació conscient, metòdica, regida per convencions arbitràries i establertes pels especialistes. Cal un aprenentatge deliberat i planificat per usar amb algun propòsit.
Mentre els llenguatges naturals tendeixen cap a la seva diversificació, els artificials tendeixen a la seva universalització: les matemàtiques, o el domini del llatí en el seu moment i l'anglès actualment, no com a llenguatge expressiu, sinó com a llenguatge-instrument per al coneixement científic-tècnic, independent de la seva dimensió de llenguatge expressiu.
Els camps en què podem considerar el procés de formalització d'un llenguatge és molt ampli. Els mapes, senyals de trànsit, morse, etc., El mateix art i la publicitat en el que tenen de moda i tècnica requereixen certa formalització en els processos expressius.
Quant a l'ús, els naturals són els que fem servir a la vida corrent, són la nostra manera d'expressió habitual, mentre que els artificials tendeixen a un ús restrictiu en els seus diversos àmbits científics, o contextos tècnics o comercials
I això passa perquè el llenguatge natural el que té de riquesa expressiva ho té d'ambigüitat i imprecisió, i per això mateix de falta de rigor.
La ciència necessita sobretot rigor, i restringeix l'ús de determinats termes i expressions a un significat precís i determinat, que signifiquen el que volen significar per a aquells que coneixen el codi previ, la clau prèviament codificada de la interpretació que es pretén i no d'una altra.
Encara que aparentment, per al profà, pugui semblar que està llegint el mateix llenguatge que el seu ordinari, quan no entén el que llegeix, és perquè aquesta aparença es trenca en no tenir les claus de la formalització a la qual s'ha sotmès el llenguatge ordinari. És l'experiència que tenim quan llegim algun escrit d'un nivell superior al dels nostres coneixements.
Per això convé distingir entre significació i comunicació. El primer consisteix a crear codis segons un sistema; el segon, un sistema de transmissió que és interpretat acord amb el sistema de codis.
Això explica que el llenguatge científic tendeixi cap a la codificació, formalitzant paraules i expressions amb un precís significat en aquest determinat context i no en un altre, donant per suposat que és el lector el que ha d'estar a aquest nivell de la interpretació per produir la possible comunicació.
D'aquí la seva tendència a l'abstracte conceptual i genèric i l'ideal de poder reduir tot a un càlcul en el qual es defineixen els signes com àtoms el contingut quedi reduït a un camp de variabilitat prèviament definit com a objecte, un univers, i les relacions sintàctiques amb altres signes, és a dir un llenguatge universal en el qual els signes no tinguin objecte de significació individualitzada però el conjunt i les seves lleis, com a llenguatge, puguin interpretar o representar un sistema, una manera d'interpretar el món i la realitat, una teoria.
Plató en els seus diàlegs, tant en el "Gòrgies" com al "Cràtil", planteja ja amb profunditat el tema del llenguatge i la seva relació amb el coneixement de la realitat. Pel mateix que els sofistes representats tant en Gòrgies com en Calicles, es preocupen per la significació de les paraules.
Ja en aquest moment la qüestió plantejada entre el convencionalisme del llenguatge o la naturalesa del llenguatge en relació amb la representació conceptual de les coses apareix en tota la seva profunditat.
És evident que la ciència procurarà utilitzar el llenguatge en la forma que millor representi els conceptes que pretén explicitar, encara que per això hagi de violentar el llenguatge natural com a instrument de comunicació, és a dir formalitzat.
És tradicional a la ciència, en general, utilitzar arrels d'origen grec o llatí per expressar conceptes precisos, ja que el grec primer i després el llatí, van ser els primers llenguatges de la ciència amb un sentit universal: dinamisme {\displaystyle \rightarrow } força, moviment. Geo {\displaystyle \rightarrow } relatiu a la terra. Termo {\displaystyle \rightarrow } calor, etc., el que dona lloc a nombrosos termes "Geografia", "Geologia", "Termodinàmica" etc.
Aristòtil deia que la ciència requeria un ús adequat a la finalitat que es pretén que en aquest cas no és altre que manifestar la veritat. Per això va trucar al llenguatge científic «llenguatge apofàntic».
Ja els egipcis, els assiris, etc. usaven una formalització per a l'expressió de les quantitats, i van conèixer el càlcul aritmètic i de mesures de figures geomètriques, que no deixa de ser una formalització d'un coneixement o tècnica expressat en un llenguatge.
Els textos jurídics, així mateix, representen una formalització de llenguatge, el mateix que les expressions rituals de les cerimònies religioses, les endevinacions, etc. Diríem que cada activitat especialitzada, cada grup social format al voltant d'un camp d'interès comú, genera una certa formalització del llenguatge, un ús específic per a aquest context social i cultural, que no deixa de ser una formalització, per més informal que sigui. Així per exemple les bandes tenen els seus "argots", els esportistes "els seus acudits o bromes" el mateix que cada grup d'amics genera un certa manera d'expressió el codi de significats és únicament percebut pels que "estan al lloro "és a dir, estan en l'àmbit o« joc »en què aquesta formalització té sentit.
Però és la formalització del llenguatge científic, la formalització en l'expressió del coneixement on es planteja la veritable formalització del llenguatge, amb sentit universal.

## Procés de formalització i Llenguatge formalitzat

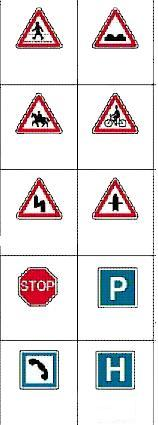
Exemple d'un llenguatge formalitzat

La ciència utilitza el llenguatge com a instrument necessari per al que es segueix una pauta general, la formalització, és a dir precisar al màxim el significat de les paraules i expressions.
Totes les ciències realitzen un procés de formalització del llenguatge natural per acomodar millor a les seves necessitats. Com més nivell científic, generalment la formalització del llenguatge és molt més exigent i estricta.
Quan formalitzem al màxim, i fem patents tots els principis que regeixen la formació de les expressions lingüístiques, diem que tenim un llenguatge  FORMALITZATS . Els senyals de trànsit, per exemple, són un llenguatge formalitzat.
Si a més de formalitzat, utilitzem uns símbols que prescindeixen de tota dimensió semàntica, és a dir, que no tenen significat, i establim les regles que ens permeten passar d'una expressió a una altra, llavors diem que hem construït un  llenguatge formalitzat i simbolitzat , el que generalment s'entén per un càlcul.
El prototip d'aquests llenguatges formalitzats, i convertits en càlcul ens ho donen lògica simbòlica i les matemàtiques.

## Intuïcionisme i formalisme
Segurament va ser George Boole el primer que va iniciar aquest procés d'unificació intentant matematitzar la lògica. Així en els seus intents d'analitzar la demostració de l'existència de Déu o matematitzar l'Ethica de Spinoza s'inicia el càlcul proposicional, que completat amb els treballs de De Morgan inicien el que s'ha anomenat "Lògica Matemàtica".
Però és més tard amb els estudis simbòlics de Frege i els treballs sobre axiomàtica i geometria de Peano, els que van iniciar el camí per a la definitiva pretensió de trobar els principis lògics que fonamentarien definitivament la Matemàtica, esforç que va ser realitzat per Russell i Whitehead en els seus Principia Mathematica (1910-1913).
La creença en què la lògica és anterior a la matemàtica, el logicisme, va semblar per un moment haver aconseguit definitivament el llenguatge perfecte, el llenguatge Ben Fet, en què pogués expressar tot coneixement veritable en el seu fonament lògic, com a imatge del món.
No obstant això, en el mateix punt de la producció dels seus Principia Mathematica les paradoxes lògiques minaven el seu abast: paradoxa de Cantor, de Richard, i la mateixa paradoxa de Russell, plantejaven que la fonamentació no era ni tan senzilla ni tan clara.
Hi ha dos camins possibles: intuïcionisme i formalisme.
Finalment, el teorema de Gödel posa de manifest que un sistema formalment perfecte —és a dir, consistent, decidible i complet— no és possible: si és complet, no és decidible; i si és decidible, no és complet.

## La informàtica com a llenguatge formalitzat
D'altra banda, com a abstracció formalitzada de càlcul, el desenvolupament logicomatemàtic adquireix un paper importantíssim en la investigació científica i una aplicació que ha transformat profundament les formes de producció i de vida de la societat actual: la informàtica.